# Коканд (аэропорт)
Аэропорт «Коканд» (узб. Qo‘qon aeroporti) — аэропорт обсуживающий город Коканд и ближайшие поселения, расположен в восточной части Узбекистана. С 2000 года использовался ВВС Узбекистана, в 2024 году были возобновлены внутренние пассажирские рейсы по стране. 

## История
Аэропорт был открыт в 1977 году.
В Узбекской ССР аэропорт использовался для ближнемагистральных перевозок, по направлениям: Коканд — Ташкент, Коканд — Наманган, Коканд — Фергана, Коканд — Ленинабад (ныне Худжанд), Коканд — Андижан.

С 2000 года использовался как взлетная полоса для Вооружённых сил Узбекистана.

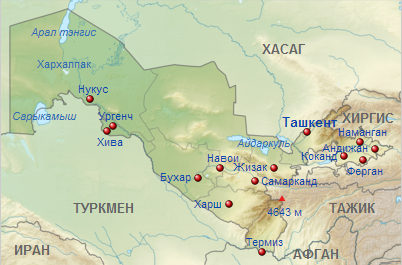
Аэропорты Узбекистана на карте.

В марте месяце 2024 года завершена реконструкция аэропорта «Коканд». Утром 20 марта он принял первый технический рейс из Ташкента, выполненный самолётом Airbus A320neo авиакомпании Uzbekistan Airways. Воздушное судно под управлением экипажа – пилотов Амрилло Нутфуллаев, Бектемир Гереев и Сергей Быков приземлился в обновленном аэропорту Коканд.
22 марта 2024 года первый показательный пассажирский рейс из обновлённого аэропорта произвела авиакомпания «Silk Avia» по маршруту Ташкент — Коканд — Ташкент на судне ATR 72-600.
С 1 апреля 2024 года начались регулярные пассажирские рейсы Ташкент-Коканд-Ташкент под брендом авиакомпании «Silk Avia» на самолётах Let L-410UVP-E20 принадлежащих компании «Uzbekistan Helicopters»